# Hesycha variabilis
Hesycha variabilis är en skalbaggsart som beskrevs av Dillon 1945. Hesycha variabilis ingår i släktet Hesycha och familjen långhorningar.
Artens utbredningsområde är Paraguay. Inga underarter finns listade i Catalogue of Life.